# Draconian Times
Draconian Times peti je studijski album britanskog gothic metal sastava Paradise Lost. Diskografska kuća Music for Nations objavila ga je 12. lipnja 1995.

## O albumu
Dvije pjesme s albuma, "The Last Time" i "Forever Failure", objavljene su kao singlovi s glazbenim spotovima i obje su bile na top listama.
Album je u cijelosti odsviran na live albumu sastava Draconian Times MMXI. Također je objavljen s albumima Shades of God i Icon u paketu pod imenom Original Album Classics.
Pjesma "Another Desire" napisana je tijekom snimanja albuma Draconian Times, ali nije objavljena na albumu ili reizdanjima. Umjesto toga, bila je uključena u singlu "Forever Failure".

## Popis pjesama
Tekstovi i glazba: Nick Holmes i Gregor Mackintosh, osim gdje je navedeno drugačije. 
| 1.    | »Enchantment«      |                                                 | 6:04 |
| 2.    | »Hallowed Land«    |                                                 | 5:03 |
| 3.    | »The Last Time«    |                                                 | 3:27 |
| 4.    | »Forever Failure«  |                                                 | 4:18 |
| 5.    | »One Solemn«       |                                                 | 3:04 |
| 6.    | »Shadowkings«      |                                                 | 4:42 |
| 7.    | »Elusive Cure«     |                                                 | 3:21 |
| 8.    | »Yearn for Change« | Mackintosh, Lee Morris, Holmes, Steve Edmondson | 4:19 |
| 9.    | »Shades of God«    |                                                 | 3:55 |
| 10.   | »Hands of Reason«  |                                                 | 3:58 |
| 11.   | »I See Your Face«  | Aaron Aedy, Mackintosh, Holmes                  | 3:17 |
| 12.   | »Jaded«            |                                                 | 3:27 |
| 48:55 |                    |                                                 |      |

| Bonus pjesme na reizdanju Koch Recordsa | Bonus pjesme na reizdanju Koch Recordsa | Bonus pjesme na reizdanju Koch Recordsa | Bonus pjesme na reizdanju Koch Recordsa | Bonus pjesme na reizdanju Koch Recordsa | Bonus pjesme na reizdanju Koch Recordsa | Bonus pjesme na reizdanju Koch Recordsa | Bonus pjesme na reizdanju Koch Recordsa | Bonus pjesme na reizdanju Koch Recordsa | Bonus pjesme na reizdanju Koch Recordsa |
| Br.                                     | Skladba                                 | Autor                                   | Trajanje                                |                                         |                                         |                                         |                                         |                                         |                                         |
| --------------------------------------- | --------------------------------------- | --------------------------------------- | --------------------------------------- | --------------------------------------- | --------------------------------------- | --------------------------------------- | --------------------------------------- | --------------------------------------- | --------------------------------------- |
| 13.                                     | »How Soon Is Now« (obrada The Smithsa)  | Johnny Marr, Morrissey                  | 4:34                                    |                                         |                                         |                                         |                                         |                                         |                                         |
| 14.                                     | »Fear«                                  |                                         | 3:08                                    |                                         |                                         |                                         |                                         |                                         |                                         |
| 56:37                                   |                                         |                                         |                                         |                                         |                                         |                                         |                                         |                                         |                                         |

## Recenzije
Daevid Jehnzen sa stranice AllMusic dodijelio je albumu četiri i pol zvjezdice od pet mogućih, nazvavši ga mješavinom "između oštrog, opresivnog gothic rocka i hrskavog heavy metala" i hvaleći sposobnost Paradise Losta da "stvori i održi raspoloženje".
Ulf Kubanke sa stranice Laut.de album naziva "savršenom mješavinom ljepote i bolesti" te također ističe da album zvuči "kao da je Hetfield zagrizao album First and Last and Always".

## Zasluge
| Paradise Lost - Nick Holmes – vokal - Gregor Mackintosh – solo-gitara, akustična gitara - Aaron Aedy – ritam gitara, akustična gitara - Steve Edmondson – bas-gitara - Lee Morris – bubnjevi Dodatni glazbenici - Andrew Holdsworth – klavijature | Ostalo osoblje - Phil Luff – inženjer zvuka (asistent) - Simon Efemey – produkcija, miks - Pete "Pee Wee" Coleman – inženjer zvuka, miks - Kevin Metcalfe – mastering - Holly Warburton – naslovnica albuma, fotografije - Andy Griffin – inženjer zvuka (asistent) - Phil Wood – inženjer zvuka (asistent) |